# Клер Донаг'ю
Клер Донаг'ю  (англ. Claire Donahue, 12 січня 1989) — американська плавчиня, олімпійська чемпіонка.

## Виступи на Олімпіадах
| Олімпіада   | Дисципліна                        | Місце |
| ----------- | --------------------------------- | ----- |
| Лондон 2012 | плавання на 100 метрів, батерфляй | 7     |
| Лондон 2012 | комплексна естафета 4 × 100       | 1     |

## Зовнішні посилання
- Досьє на sport.references.com [Архівовано 14 листопада 2012 у Wayback Machine.]